# マット・ブッシュ (野球)
マシュー・ブライアン・ブッシュ（Matthew Brian Bush, 1986年2月8日 - ）は、アメリカ合衆国カリフォルニア州サンディエゴ出身のプロ野球選手（投手）。右投右打。フリーエージェント(FA)。

## 経歴

### プロ入り前
ミッション・ベイ高等学校の最終学年時は、遊撃手として打率.450、11本塁打、35打点、投手として9勝1敗、防御率0.42を記録。守備力と強肩が評価され、ドラフトでは遊撃手として上位指名候補となる。

### プロ入りとパドレス傘下時代
2004年のMLBドラフトで全体1位指名権を持っていたサンディエゴ・パドレスは、大学ナンバー1投手のジャスティン・バーランダーや、スコット・ボラスの顧客で契約金高騰が予想されたジェレッド・ウィーバー、スティーブン・ドリューらの指名を避け、地元サンディエゴの高校生であるブッシュを指名した。ドラフトの2週間後にナイトクラブで乱闘騒ぎを起こして告訴されるという事件もあったが、当時の球団史上最高額となる315万ドルの契約金で入団に合意。高校生遊撃手のドラフト全体1位指名は1993年のアレックス・ロドリゲス以来11年ぶりであった。同年は主に傘下のルーキー級アリゾナリーグ・パドレスでプレーしたが、29試合で打率1割台に終わる。
2005年も打撃成績は上がらず、A級フォートウェイン・ティンキャップスで打率.221、OPS.555に終わる。
2006年はスプリングトレーニングで足首を痛め、ルーキー級アリゾナリーグ・パドレスとA級フォートウェインの2球団合計で22試合の出場に留まった。
2007年に入っても打撃内容は改善されなかったため、シーズン中に投手へ転向した。ルーキー級アリゾナリーグ・パドレスで7回1/3を投げ、16奪三振を奪う快投を見せたブッシュだったが、A級フォートウェイン昇格後初の登板で右肘の靱帯を痛め、トミー・ジョン手術を受けた。
2008年はリハビリのため全休となったが、8月にパブでの喧嘩で負傷するという不祥事を起こした。

### パドレス退団後
2009年2月4日、泥酔した状態で高校の敷地内に入り込み、奇声を発したり、ゴルフクラブを投げつけるという事件を起こした。この事件の影響とクリフ・フロイドの加入により40人枠を外され、2月10日にトロント・ブルージェイズへトレードされるも、「素行上の問題」のため4月1日に自由契約となった。
2010年1月28日にタンパベイ・レイズとマイナー契約を結び、3年ぶりに実戦復帰を果たした。
2011年は野手時代も含めて過去最高レベルであるAA級のモンゴメリー・ビスケッツに昇格し、36試合に救援登板した。防御率こそ4.83だったが、50イニングで77個の三振を奪い、奪三振率は13.8という極めて高い数値を記録した。6月10日にはレイズの40人枠に入った。
2012年3月22日にチームメイトのブランドン・ガイヤーの所有する車で飲酒運転の上ひき逃げ事故（被害者の男性は一時意識不明の重体）を起こし収監され、これに伴い、制限リストに登録された。当初100万ドルを超える保釈金が設定され、のち44万ドルに減額されたがそれでも保釈金を用意することができず（担当弁護士によると前年AA級で得た年俸は78,000ドルで、銀行口座には2,000ドルしか残っていないとのこと）引き続き収監されることになった。レギュラーシーズン終了後の10月6日にレイズを自由契約となった。12月14日には司法取引が成立し、3年間の収監が決まった。その後は収容者番号C07392として、ジャスパーにあるハミルトン矯正施設に収容される。釈放予定日は2016年5月25日だったが、2015年10月30日に出所した。

### レンジャーズ時代
2015年12月18日にテキサス・レンジャーズとマイナー契約を結んだ。
2016年は傘下のAA級フリスコ・ラフライダーズで開幕を迎え、5月13日にメジャー契約を結んでアクティブ・ロースター入りし、同日にメジャーデビューを果たす。5月15日に起きたブルージェイズ戦での乱闘でホセ・バティスタに故意死球を行ったとして、17日にMLBから罰金処分が科せられたことが発表された。前述のように不祥事ゼロというわけにはいかなかったものの、リリーフ陣の一角に定着した。58試合に登板して7勝2敗1セーブ、防御率2.48、WHIP0.94という見事な成績を記録し、ドラフト全体1位指名選手としては長い回り道の末、成功を収めた。
2017年は前年と同程度の57試合に登板した。一時は抑えも務め、3勝4敗10セーブを記録する一方、防御率3.78、WHIP1.45と投球内容は大幅に悪化するなど2年目のジンクスに苦しんだ面もあった。オフには右肩の手術を受けた。
2018年は21試合に投げたが、6月13日がシーズン最後の登板となり、9月には右肘の手術を受けた。オフの11月30日にノンテンダーFAとなったが、12月17日にマイナー契約で再契約した。
2019年は6月にAA級フリスコで実戦復帰したが、7月に再び右肘を痛めて自身2度目となるトミー・ジョン手術を受けることとなった。オフの11月4日にFAとなったが、12月16日に手術直後という点を考慮して2年間のマイナー契約で再契約した。
2020年は前年の手術、マイナーリーグ自体もCOVID-19の影響で試合が開催されず、メジャーにも昇格しなかったため、公式戦の出場は無かった。
2021年はシーズン開幕日である4月1日にメジャー契約を結んでアクティブ・ロースター入りした。4月3日のカンザスシティ・ロイヤルズ戦で3年ぶりのメジャー復帰を果たしたが、12日に屈筋を痛めて故障者リスト入りした。オフの11月5日にマイナー契約でAAA級ラウンドロック・エクスプレスへ配属された。
2022年4月3日にメジャー契約を結んで開幕ロースター入りすることが発表された。

### ブルワーズ時代
2022年8月1日にマーク・マシアス、アントワーヌ・ケリーとのトレードで、ミルウォーキー・ブルワーズへ移籍した。
2023年オフの11月17日にノンテンダーFAとなった。

## 投球スタイル
175cmと小柄ながら、最速100.9mph（約162.4km/h）、平均97mph（約156km/h）のフォーシームと、平均91mph（約146km/h）のスライダー、平均80mph（約129km/h）のカーブなどを投げる。

## 人物
野球メキシコ代表監督のエドガー・ゴンザレス曰く、メキシコ代表資格があるらしく、前向きに第4回WBCメキシコ代表入りを検討しているとのことだった。

## 詳細情報

### 年度別投手成績
| 年 度    | 球 団    | 登 板 | 先 発 | 完 投 | 完 封 | 無 四 球 | 勝 利 | 敗 戦 | セ 丨 ブ | ホ 丨 ル ド | 勝 率 | 打 者 | 投 球 回 | 被 安 打 | 被 本 塁 打 | 与 四 球 | 敬 遠 | 与 死 球 | 奪 三 振 | 暴 投 | ボ 丨 ク | 失 点 | 自 責 点 | 防 御 率 | W H I P |
| -------- | -------- | ----- | ----- | ----- | ----- | -------- | ----- | ----- | -------- | ----------- | ----- | ----- | -------- | -------- | ----------- | -------- | ----- | -------- | -------- | ----- | -------- | ----- | -------- | -------- | ------- |
| 2016     | TEX      | 58    | 0     | 0     | 0     | 0        | 7     | 2     | 1        | 22          | .778  | 243   | 61.2     | 44       | 4           | 14       | 0     | 1        | 61       | 2     | 0        | 18    | 17       | 2.48     | 0.94    |
| 2017     | TEX      | 57    | 0     | 0     | 0     | 0        | 3     | 4     | 10       | 10          | .429  | 240   | 52.1     | 57       | 7           | 19       | 0     | 4        | 58       | 2     | 0        | 30    | 22       | 3.78     | 1.45    |
| 2018     | TEX      | 21    | 0     | 0     | 0     | 0        | 0     | 0     | 0        | 3           | ----  | 108   | 23.0     | 23       | 3           | 14       | 0     | 2        | 19       | 1     | 0        | 13    | 12       | 4.70     | 1.61    |
| MLB：3年 | MLB：3年 | 136   | 0     | 0     | 0     | 0        | 10    | 6     | 11       | 35          | .625  | 591   | 137.0    | 124      | 14          | 47       | 0     | 7        | 138      | 5     | 0        | 61    | 51       | 3.35     | 1.25    |

- 2020年度シーズン終了時

### 背番号
- 51（2016年 - 2018年、2021年 - 2023年）